# Das Anthropozän-Projekt
Das Anthropozän-Projekt war ein multidisziplinäres Kunst- und Wissenschaftsprojekt am Haus der Kulturen der Welt, Berlin. Es lief in den Jahren 2013–2014.

## Inhalt und Aufbau
Unter dem Untertitel: Kulturelle Grundlagenforschung mit den Mitteln der Kunst und der Wissenschaft versuchte das Projekt die vielfältigen Implikationen der Anthropozän-Hypothese durch Ausstellungen, Symposien, Konzerte, Workshops und vielerlei anderer Diskursformate auszuloten. Über die zwei Jahre wurden über 40 Veranstaltungen und Ausstellungen abgehalten, die sich dem Thema auf verschiedene Weise annäherten. Während manche Themenbereiche mit singulären Veranstaltungen behandelt wurden, wurde in modular aufgestellten Teilprojekten größere Zusammenhänge multidisziplinär behandelt. In einer Mediatheque wurde eine Vielzahl der Projekte für einen späteren Zugriff zugänglich gemacht.

### Einige Teilprojekte
- Unmenschliche Musik: Kompositionen von Maschinen, Tieren und Zufällen (Konzerte, Symposien, Performances). Die Veranstaltungsreihe präsentierte Kompositionen von Maschinen, Tieren und Zufällen.[2]
- The Whole Earth: Kalifornien und das Verschwinden des Außen (Ausstellung, Konferenz). Als Essay aus künstlerischen Positionen und kulturhistorischen Materialien befragte das Projekt den Einfluss der Fotografie des »Blauen Planeten« inmitten der 1960er Jahre in der Übertragung ökologisch-systemischer Konzepte auf Gesellschaft, Politik und Ästhetik.[3]
- Anthropocene Observatory (Dokumentation, Filme, Ausstellung, Archiv). Das Projekt betrachtete durch das Anthropozän ausgelöste destabilisierenden Verhältnisse in politische Ordnungen, Institutionen, Recht, Infrastrukturen, Krieg, Land, wissenschaftlicher Forschung, Märkte und Planungsinstitutionen.[4]
- A Matter Theater (Positionen, Roundtables, Dialoge, Screenings, Performances, Workshops). Ein Situationsraum kollaborativer Denkübungen, Präsentationen und Workshops, in dem internationale Künstler, Theoretiker und Wissenschaftler die Auswirkungen menschlichen Handelns im dynamischen Gefüge von Stoffkreisläufen und Erdzuständen, geohistorischen Ereignissen und weltumspannenden Technologien verorten.[5]

## Beteiligte
„Das Anthropozän-Projekt“ war eine Initiative des Hauses der Kulturen der Welt in Kooperation mit der Max-Planck-Gesellschaft, Deutschem Museum, Rachel Carson Center for Environment and Society und Institute for Advanced Sustainability Studies. Als Kuratoren wirkten u. a. Bernd M. Scherer, Detlef Diederichsen, Silvia Fehrmann, Anselm Franke, Katrin Klingan, Holger Schulze. Inhaltlich beteiligte Wissenschaftler und Künstler waren u. a. Elizabeth A. Povinelli, Adam Avikainen, Nabil Ahmed, Armin Linke, Naomi Oreskes, the Otolith Group, Adrian Piper, Territorial Agency, Linda Havenstein, Sharon Lockhart.